# Menhir de Malves-en-Minervois
Le menhir de Malves-en-Minervois est situé sur la commune de Malves-en-Minervois, dans le département de l'Aude en région Occitanie en France.

## Protection
Le menhir est classé au titre des monuments historiques depuis le 16 avril 1921.

## Description
Le menhir est constitué d'un monolithe de forme rectangulaire en grès carcassien d'origine locale s'élevant à 5 m au-dessus du sol. Érigé à proximité immédiate des ruisseaux de la Clamoux et de Séraut, il se détache nettement dans le paysage et demeure visible de fort loin. Il mesure 1,45 m de largeur et 0,45 m d'épaisseur. Il serait enterré sur une hauteur d'environ 4 m et son poids est estimé à 75 t. 

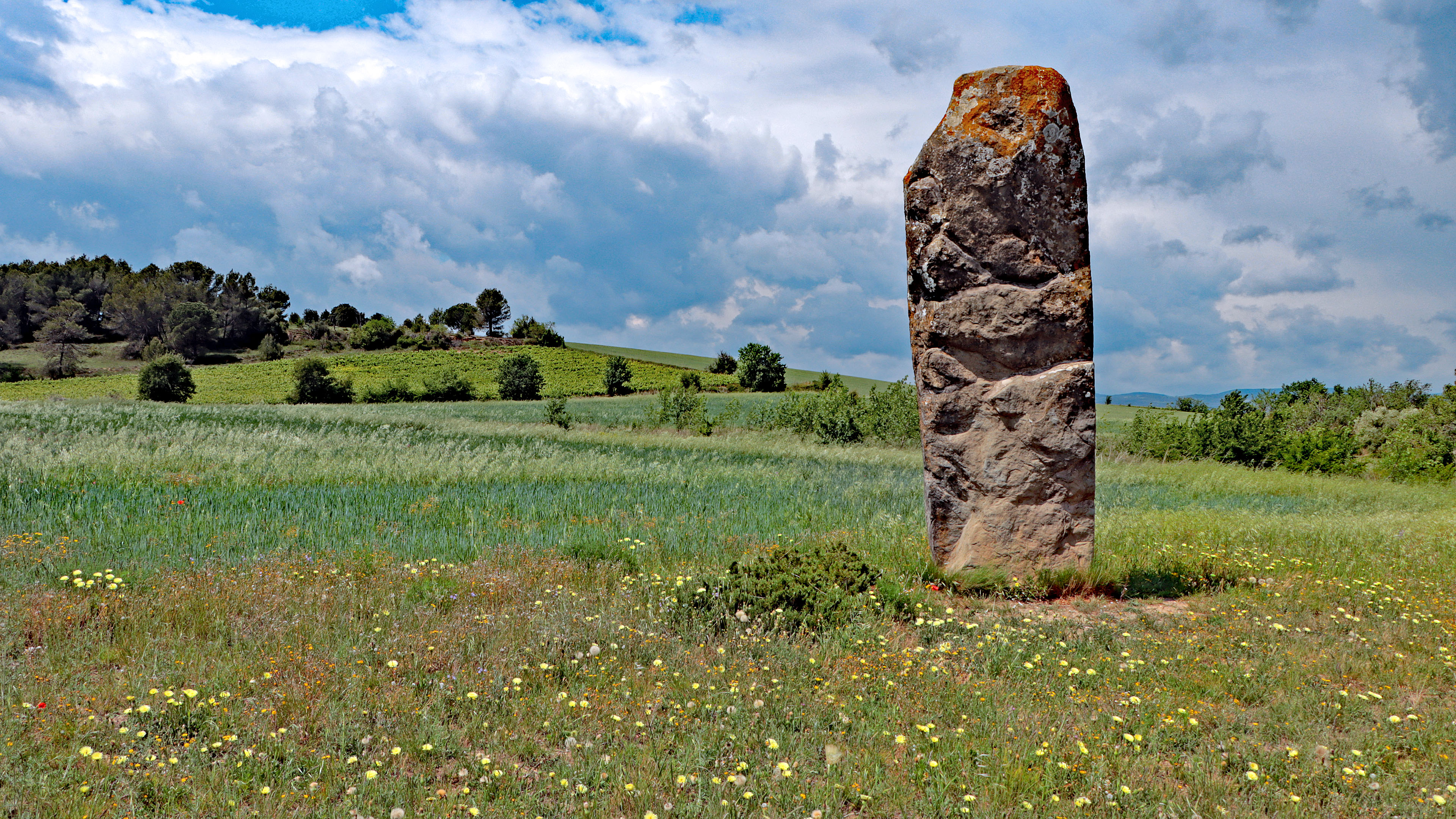
Face sud
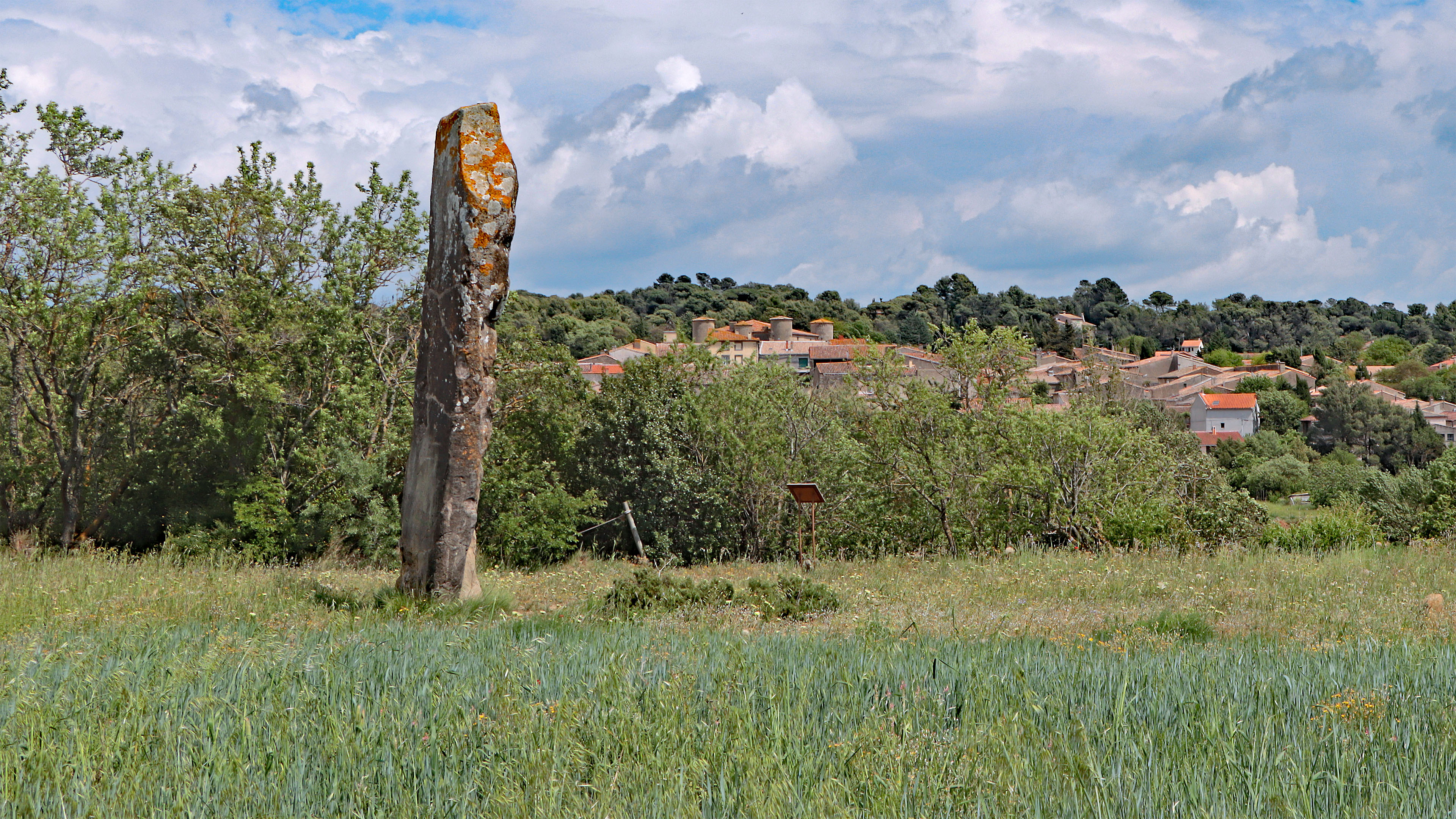
Face ouest
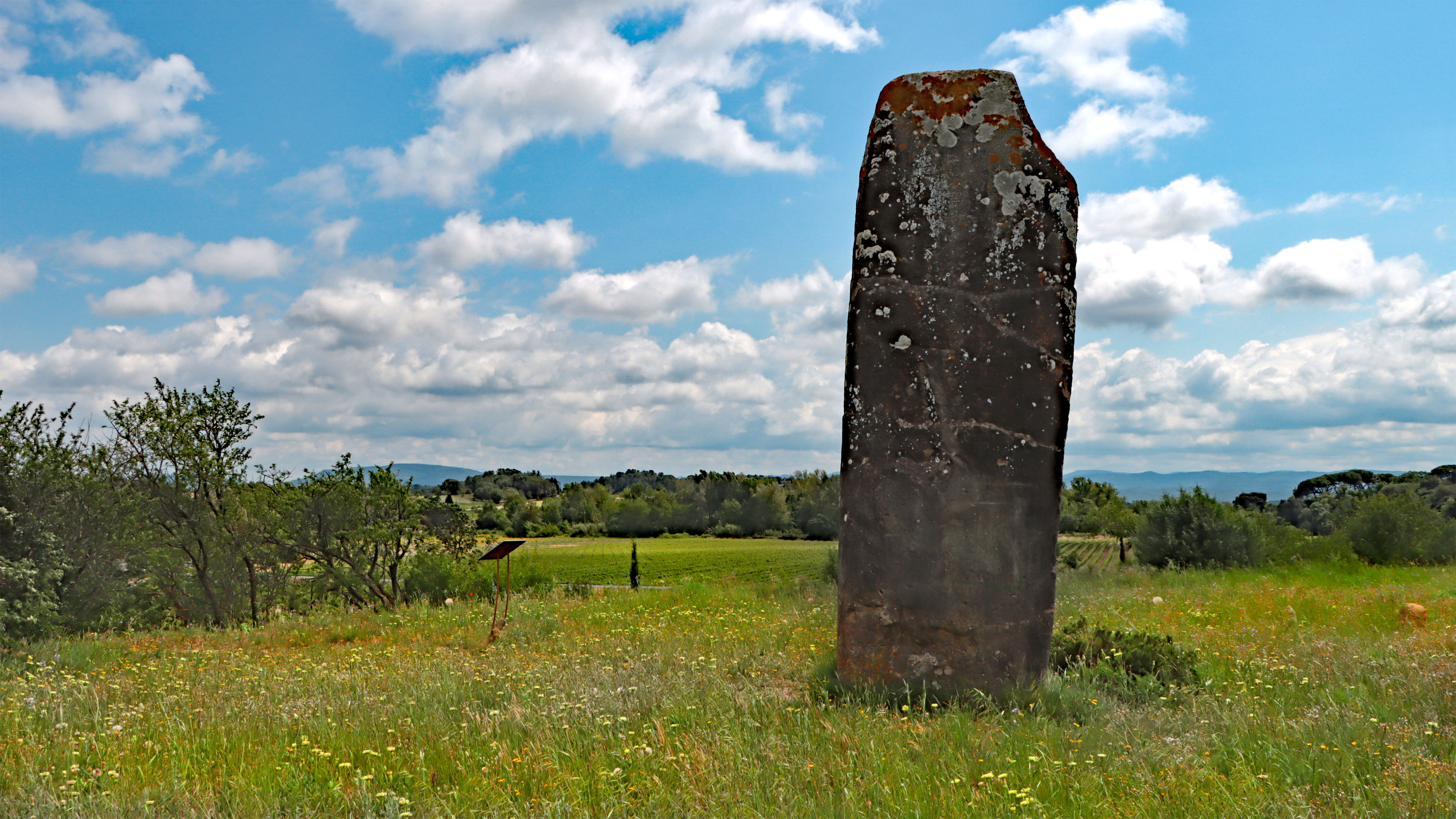
Face nord

## Folklore
Selon une légende locale, au VIIIe siècle, une armée sarrasine qui s'avançait vers Carcassonne après s'être emparée de Narbonne en suivant l'ancienne voie romaine, détourna sa route vers le sud quand elle se trouva face au menhir dans lequel elle vit une manifestation divine leur interdisant d'avancer tout droit. Ainsi la cité de Trèbes fut épargnée par les Sarrasins,.